# Sthenaridea suturalis
Sthenaridea suturalis är en insektsart som först beskrevs av Reuter 1900.  Sthenaridea suturalis ingår i släktet Sthenaridea och familjen ängsskinnbaggar. Inga underarter finns listade i Catalogue of Life.